# Hyacinthe Paoli
Pour les articles homonymes, voir Paoli.
Hyacinthe Paoli (en italien: Giacinto Paoli, en corse: Ghjacintu ou Hyacenju Paoli[réf. nécessaire]) est un homme politique corse, né en 1690 à Morosaglia (actuelle Haute-Corse), dans une Corse alors sous contrôle génois et décédé à Naples le 16 décembre 1763. L'information ne commence cependant à se diffuser en Corse qu'à partir de janvier 1764.

## Biographie
Hyacinthe Paoli est le fils du sergent Liberato Paoli (lui-même fils d'Ignatio Paoli et de Maria de la Stretta de Rostino) et de Maria Ortensia Giudicelli. Hyacinthe a aussi un frère, Pietro Felice, qui sera capitaine des milices de Morosaglia.
Selon certaines sources, en 1701, Hyacinthe  et son frère Pietro Felice se seraient opposés lors d'une rixe à Simeone Reparato de Terchine, qu'ils tuent. Pietro Felice aurait alors été condamné à l'exil jusqu'en 1707, lorsqu'un traité de paix est signé entre les deux familles.
En 1714, Hyacinthe Paoli est élu procurateur de Castineta et vers 1725, année de naissance de son fils Pascal Paoli, il est promu noble auprès de la Magistrature de Corse. En janvier 1726, il affronte dans un duel à l'épée le notable bastiais Salvadore Ginestra et des militaires doivent alors s'interposer.
En 1732, il s'impose parmi les Corses révoltés contre Gênes pour prendre la tête de l'insurrection en tant que Général de la nation.
Avec Gaffori, il met au point des règles institutionnelles et une ébauche d'administration autonome se met en place par la naissance du Suprême Magistrat. Rallié à Théodore de Neuhoff (1736), il continue la lutte après l'échec de ce dernier contre les Français commandés par Maillebois.
Le roi Théodore de Neuhoff nomme Hyacinthe Paoli au rang de marquis.
Vaincu en 1739, il se réfugie à Naples avec son fils cadet, Pascal Paoli, qu'il a eu de Dionisia Valentini. Il y poursuit une carrière de colonel dans l'armée napolitaine au Régiment Corsica, pour le service du Roi de Naples Charles VII. Il décède en décembre 1763 à Naples.